# Будевичи
Будевичи — деревня в Гусь-Хрустальном районе Владимирской области России, входит в состав Муниципального образования «Посёлок Мезиновский».

## География
Деревня расположена в 7 км на северо-запад от центра поселения посёлка Мезиновский и в 28 км на юго-запад от Гусь-Хрустального. 

## История
В конце XIX — начале XX века деревня входила в состав Ягодинской волости Судогодского уезда. В 1859 году в деревне числилось 12 дворов, в 1905 году — 25 дворов, в 1926 году — 30 дворов. 
С 1929 года деревня являлась центром Будевичского сельсовета Гусь-Хрустального района, с 1935 года — в составе Ильичевского сельсовета Курловского района, с 2005 года — в составе Муниципального образования «Посёлок Мезиновский».

## Население
| 1859 | 1905 | 1926 |
| ---- | ---- | ---- |
| 82   | 106  | 159  |

| 1859 | 1905 | 1926 | 2002 | 2010 | 2021 |
| ---- | ---- | ---- | ---- | ---- | ---- |
| 82   | ↗106 | ↗159 | ↘17  | ↘15  | ↘9   |